# Vuelo 630 de Royal Air Maroc
El vuelo 630 de Royal Air Maroc fue un vuelo de pasajeros el 21 de agosto de 1994 que se estrelló aproximadamente diez minutos después del despegue del Aeropuerto de Agadir–Al Massira. Todos los 44 pasajeros y tripulantes fallecieron. Fue el accidente de ATR 42 con mayor número de muertes en aquel momento, y hoy el tercer peor por debajo del Vuelo 267 de Trigana Air Services (54 muertes) y el Vuelo 518 de Santa Bárbara Airlines (46 muertes) y es el cuarto peor accidente aéreo de que se tiene en Marruecos por debajo del Desastre aéreo de Agadir (188 muertes), Accidente de un Sud Aviation Caravelle de Royal Air Maroc en 1973 (106 muertes) y el Accidente del C-130 Hercules de la Real Fuerza Aérea Marroquí (80 muertes). Una investigación posterior demostró que el accidente fue causado deliberadamente por el piloto.

## Avión y tripulación
El avión implicado fue un ATR 43-312 que había efectuado su primer vuelo el 20 de enero de 1989. El avión fue entregado a Royal Air Maroc el 24 de marzo del mismo año. El avión contaba con dos motores turbohélice Pratt & Whitney Canada PW120.
El capitán fue Younes Khayati de 32 años,quien contaba con 4.500 horas de vuelo. La primera oficial fue Sofia Figuigui.

## Vuelo
El vuelo 630 fue un vuelo regular desde Agadir a Casablanca, Marruecos, utilizando un ATR 42. Aproximadamente a los diez minutos, cuando el avión atravesaba los 16 000 pies (4876,8 m), el avión entró en una fuerte caída, y se estrelló en la región de las montañas Atlas a unos 32 kilómetros (17 nmi) al norte de Agadir.
El lugar del accidente se situaba en Douar Izounine, a unos 32 kilómetros (17,3 nmi) al norte de Agadir. Entre los cuarenta pasajeros que fueron a bordo se encontraban el príncipe kuwaití y su mujer. El príncipe fue el hermano de Sheik Ahmed al-Mahmoud al-Jabir al-Sabah, ministro de defensa de Kuwait. Al menos veinte pasajeros no tenían nacionalidad marroquí. Esto incluía ocho italianos, cinco franceses, cuatro neerlandés es, dos kuwaitíes y un estadounidense.

## Investigación
La comisión que investigó el accidente determinó que el piloto automático del ATR 42 fue intencionadamente desconectado por el capitán Khayati, quien a continuación estrelló deliberadamente el avión. La evidencia también mostró que durante el descenso, la primera oficial Figuigi había enviado llamadas de socorro una vez que se dio cuenta de las intenciones del capitán. Un sindicato de pilotos cuestionó la explicación del suicidio. El accidente fue el accidente con mayor número de muertes de un ATR 42 en aquel momento.

## Nacionalidad de los fallecidos
| Nacionalidad   | Pasajeros | Tripulación | Total |
| -------------- | --------- | ----------- | ----- |
| Marruecos      | 20        | 4           | 24    |
| Italia         | 8         | -           | 8     |
| Francia        | 5         | -           | 5     |
| Países Bajos   | 4         | -           | 4     |
| Kuwait         | 2         | -           | 2     |
| Estados Unidos | 1         | -           | 1     |
| Total          | 40        | 4           | 44    |